# Dirk Goossens
Dirk Goossens (Wilrijk, 26 september 1962) is een gewezen Belgische voetballer. Hij speelde voor onder meer Beerschot VAV, Antwerp FC en RSC Anderlecht.
Hij is de neef van gewezen voetballer Tony Goossens.

## Carrière
Goossens begon bij de jeugd van het plaatselijke KFC Wilrijk en maakte als 18-jarige de overstap naar eersteklasser Beerschot VAV. Maar de club degradeerde op het einde van het seizoen wegens competitiefraude, waardoor Goossens al snel in Tweede Klasse belandde. In die dagen was de flamboyante aanvaller bij Beerschot een ploegmaat van onder meer Guido Swinnen, Patrick Vervoort en de Nederlanders Nico de Bree en Ronny van Poucke. Na een jaar in Tweede kon Beerschot zich via de eindronde terug naar Eerste Klasse knokken. Goossens was ondertussen uitgegroeid tot een vaste waarde in de aanvalslinie. Hij was een publieksspeler die bij zijn doorbraak in het rijtje van andere talenten als Rik Coppens en Juan Lozano geplaatst werd. Hij had echter ook een hekel aan tactische richtlijnen, waardoor hij zich al gauw ontpopte tot een "enfant terrible".
In 1983 haalde RSC Anderlecht hem naar Brussel. De mondige aanvaller kwam slechts keer twaalf keer in actie voor Anderlecht, waar trainer Paul Van Himst de voorkeur gaf aan Erwin Vandenbergh, Alex Czerniatynski en Kenneth Brylle. Na één seizoen hield Goossens het voor gezien en vertrok hij naar Lierse SK.
Lierse moest in die dagen samen met zijn ex-club Beerschot de degradatiestrijd aangaan. Beginnend trainer Johan Boskamp deed regelmatig een beroep op Goossens, die dat seizoen in totaal zeven keer scoorde voor de Pallieters.
Na opnieuw één seizoen stapte Goossens op. Hij keerde terug naar Beerschot en nestelde zich met de Antwerpse club veilig in de middenmoot van het klassement. In 1985 brak hij tijdens de wedstrijd tegen RWDM de neus van tegenstander Patrick Gollièrre. Even voordien had Goossens wel nog de score geopend. Bij Beerschot werd de aanvaller in die dagen een niet te missen speler. Na drie seizoenen stapte hij echter over naar de grote concurrent Antwerp FC. Hij ging er de concurrentie aan met onder meer Nico Claesen en Marc Van der Linden. In 1991 trok de technisch sterke aanvaller naar tweedeklasser Boom FC, maar keerde na één jaar al terug naar Antwerp, waar hij vervolgens tijdens de winterstop vertrok naar het Nederlandse RKC Waalwijk.
Een half seizoen voetbalde hij voor RKC alvorens terug te keren naar België. Hij ging aan de slag bij derdeklasser Cappellen FC, waarmee hij in 1995 kampioen werd in Derde Klasse. In 1997 verhuisde de toen 35-jarige naar SK Wilrijk, waar hij nog enkele jaren voetbalde alvorens de schoenen aan de haak te hangen.
Goossens is verder ook een tijdje de uitbater geweest van enkele bordelen. Hij wordt verder ook gelinkt aan het misdaadmilieu. Zo werd hij in 1994 veroordeeld voor zijn betrokkenheid bij een misdaadbende die auto's stal. Later werd hij ook veroordeeld wegens drugs, diefstal, oplichting, afpersing en inbreuken op de wet op de kansspelen.

## Statistieken
| Seizoen | Club                | Land      | Competitie    | Wed. | Goals |
| ------- | ------------------- | --------- | ------------- | ---- | ----- |
| 1980/81 | Beerschot VAV       | België    | Eerste Klasse | 2    | 0     |
| 1981/82 | Beerschot VAV       | België    | Tweede Klasse | 11   | 2     |
| 1982/83 | Beerschot VAV       | België    | Eerste Klasse | 30   | 7     |
| 1983/84 | RSC Anderlecht      | België    | Eerste Klasse | 12   | 2     |
| 1984/85 | Lierse SK           | België    | Eerste Klasse | 22   | 7     |
| 1985/86 | Beerschot VAV       | België    | Eerste Klasse | 31   | 11    |
| 1986/87 | Beerschot VAV       | België    | Eerste Klasse | 28   | 8     |
| 1987/88 | Beerschot VAV       | België    | Eerste Klasse | 32   | 12    |
| 1988/89 | Antwerp FC          | België    | Eerste Klasse | 19   | 6     |
| 1989/90 | Boom FC (huur)      | België    | Tweede Klasse | 26   | 5     |
| 1990/91 | Antwerp FC          | België    | Eerste Klasse | 0    | 0     |
| 1990/91 | RKC Waalwijk (huur) | Nederland | Eredivisie    | 10   | 3     |
| Totaal  |                     |           |               | 197  | 56    |